# FC Nancy
FC Nancy was een Franse voetbalclub uit Nancy, de hoofdstad van het departement Meurthe-et-Moselle.
De club werd in 1901 opgericht als Stade Universitaire Lorrain en veranderde in 1935 zijn naam in FC Nancy, in het seizoen 1943/44 werd onder de naam Stade Lorrain gespeeld. 
Voor de Eerste Wereldoorlog en in de eerste jaren daarna haalde de club geen grote resultaten, maar dat veranderde na de bouw van een eigen stadion. Tot 1939 speelde de club in de 2de klasse. Tijdens de oorlog won de club de beker in 1944 als E.F. Nancy-Lorraine (Équipe Fédérale), maar dit is niet officieel. 
Na het seizoen 1945/46 promoveerde de club naar de hoogste klasse en kon daar 11 jaar standhouden, maar haalde niet zo'n denderende resultaten. In 1957 degradeerde de club, de volgende seizoenen ging de club op en af tussen 1ste en 2de en kon in 1960 weer voor enkele jaren blijven. Het beste jaar voor de club werd 1962 toen de 4de plaats werd behaald en de finale van de beker, een jaar later degradeerde de club opnieuw. Ook het volgende seizoen sloot de club af met een degradatie. In 1965 stopte de club door financiële problemen. 